# George Moraes
George Moraes (ur. 5 sierpnia 1943) – ugandyjski hokeista na trawie, uczestnik Letnich Igrzysk Olimpijskich 1972.
Na igrzyskach w Monachium, Moraes reprezentował swój kraj w siedmiu spotkaniach; były to mecze przeciwko ekipom: Meksyku (zwycięstwo Ugandy 4-1), Francji (porażka Ugandy 1-3), Pakistanu (porażka Ugandy 1-3), Argentyny (0-0), RFN (1-1), Belgii (porażka Ugandy 0-2) i Hiszpanii (2-2); nie strzelił w nich jednak żadnego gola. W klasyfikacji końcowej, jego drużyna zajęła przedostatnie 15. miejsce, wyprzedzając jedynie reprezentację Meksyku. 